# Šibam
Šibam (arabsko شِبَام) (pogosto tudi Shibam Hadhramaut) je mesto v Jemnu. Z okoli 7.000 prebivalci je sedež okrožja Šibam v pokrajini Hadhramaut. Znano je po svojih nebotičnikih iz na soncu sušenih opek iz blata in slame.

## Zgodovina
Prvi znani zapis o mestu je iz 3. stoletja  Bil je glavno mesto kraljestva Hadramawt.

## Geografija
Mesto se nahaja v osrednje-zahodnem območju  pokrajine Hadhramaut v puščavi Ramlat al-Sab`atayn. Z glavno cesto je povezan s Sano in drugimi mesti zahodnega Jemna in skrajno vzhodnimi ozemlji. Najbližji mesti sta Seiyun, kjer je letališče in Tarim. Na zahod vodi še ena cesta do vasi Alajlanya. Šibam pa je povezan tudi z  Al Mukallo, ki se nahaja ob Indijskem oceanu.

## Arhitekture

### Pregled
Shibam, ki je sedaj na UNESCOvem seznamu svetovne dediščine, dolguje svojo slavo svoji posebni arhitekturi. Hiše v Šibamu so vse izdelani iz  blatnih opek in okoli 500 od njih so nebotičniki, ki se dvigajo od 5 do 11 nadstropij visoko, pri čemer ima vsako nadstropje eno do dve sobi.
  Ta arhitekturni slog je bil uporabljen, da bi zaščitili prebivalce pred napadi Beduinov. Medtem ko Šibam obstaja že ocenjenih 1.700 let, večina mestnih hiš izvira iz 16. stoletja. Veliko so jih obnovili večkrat v zadnjih nekaj stoletjih.
Šibam pogosto imenujemo "najstarejši mesto nebotičnikov na svetu" ali "puščavski Manhattan " in je eno najstarejših in najboljših primerov urbanizma, ki temelji na načelu vertikalne gradnje. Mesto ima nekaj najvišjih stavb iz blatnih opek na svetu, nekatere od njih so visoke več kot 30 metrov.  Da bi zaščitili stavbe pred dežjem in erozijo, morajo zidove rutinsko vzdrževati z uporabo svežih plasti blata.
V bližnjem mestu Tarim stoji najvišja zgradba v dolini Vadi Hadhramaut, to je minaret iz blatnih opek v mošeji Al-Mihdhar Visok je približno 53 metrov.  To je najvišji minaret na jugu Arabskega polotoka.

### Ogroženost
Mesto je bilo zaradi poplav močno prizadeto v letu 2008. Temelji veliko stavb v mestu so bili ogroženi zaradi poplavnih voda, kar bi sčasoma privedlo do njihovega propada.
Mesto je bil tudi tarča napada Al Kaide leta 2009.

### Galerija
- Mestna vrata
- Pogled na nebotičnike
- Dve zgradbi na ulici znotraj mesta